# Steven F. Udvar-Hazy Center
Letecké a kosmické muzeum National Air and Space Museum Steven F. Udvar-Hazy Center (v češtině Národní muzeum letectví a kosmonautiky, centrum Stevena F. Udvar-Házy), zkráceně Udvar-Hazy Center, je pobočka National Air and Space Museum (NASM) Smithsonova institutu na mezinárodním letišti Washington Dulles v oblasti Chantilly, okrese Fairfax ve státě Virginie v USA. Nachází se zde řada exponátů zásadních pro historii letectví a kosmonautiky, jako například raketoplán Discovery, bombardér B-29 „Enola Gay“ kosmická loď Gemini 7, nebo některé tzv. „Wunderwaffen“ – německé „zázračné zbraně“ z doby 2. světové války, dochované mnohdy v jediném exempláři.

## Historie
Rozsáhlý areál o rozloze 71 000 m2 vznikl díky daru ve výši 65 milionů dolarů, který v říjnu 1999 Smithsonově institutu věnoval Steven F. Udvar-Házy, americký miliardář maďarského původu a spoluzakladatel společnosti International Lease Finance Corporation, která se zabývá leasingem letadel.
National Air and Space Museum disponovalo mnoha exponáty, které však nebylo možné z důvodu omezeného prostoru vystavit v hlavní budově, nacházející se na National Mall ve Washingtonu D.C. Většina sbírky tak byla uložena v depozitáři Paul E. Garber Preservation, Restoration, and Storage Facility v Silver Hill v Marylandu a návštěvníkům nepřístupná. Díky daru tak mohla vzniknout zcela nová pobočka Udvar-Hazy Center, zahrnující jak výstavní, tak restaurátorské, konzervační a skladovací prostory, které sem byly přesunuty z Garberova depozitáře.
Steven F. Udvar-Hazy Center bylo otevřeno 15. prosince 2003. V roce 2019 jej navštívilo přes 1 300 000 návštěvníků.

## Budova a vybavení

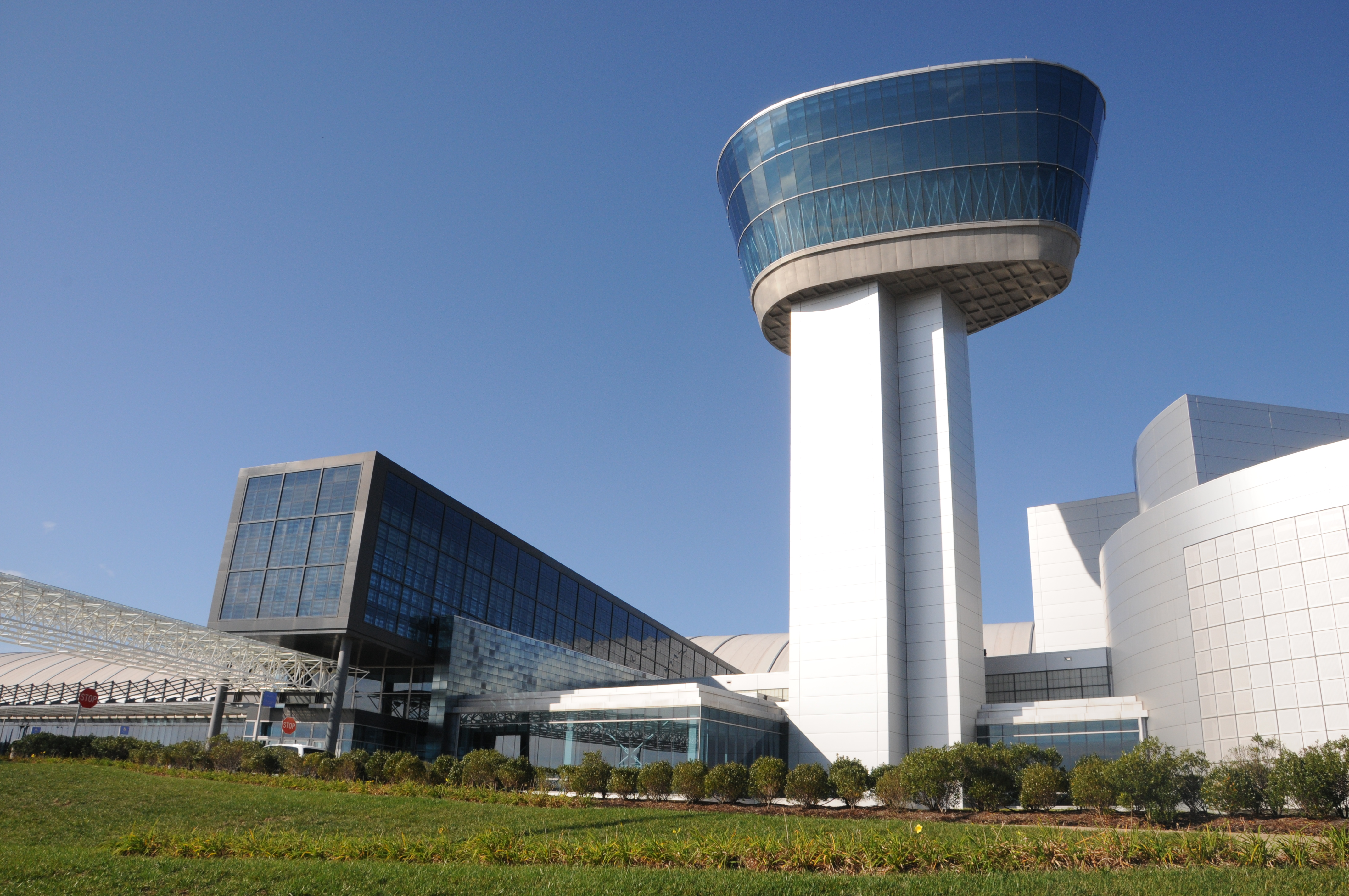
Vchod do budovy s vyhlídkovou věží

Příprava centra, které navrhli architekti Hellmuth, Obata a Kassabaum, (navrhli také hlavní budovu National Air and Space Museum), trvala celkem 15 let. Výstavní prostory se dělí na dva hlavní oddíly: Boeing Aviation Hangar o rozloze 27 286 m2 a James S. McDonnell Space Hangar o ploše 4 930,1 m2. Dále se zde nachází vyhlídková věž Donalda D. Engena, která skýtá výhled na provoz přilehlého mezinárodního letiště Washington Dulles. Součástí muzea je také trojrozměrné kino IMAX.
Boční křídlo budovy je věnováno „zákulisní péči“ o sbírku letadel, kosmických lodí a archivních materiálů Smithsonova institutu, které vzniklo v roce 2008 díky daru ve výši 6 milionů dolarů od společnosti Airbus Americas. Zahrnuje například:
- Mary Baker Engen Restoration Hangar: hangár s prohlídkovým prostorem ve druhém patře umožňuje návštěvníkům nahlédnout do zákulisí péče o exponáty.[5]
- Archivy: nejvýznamnější sbírka dokumentů o historii, vědě a technice letectví a kosmonautiky.
- Emil Buehler Conservation Laboratory: specializovaný prostor pro konzervátory.
- Collections processing unit: vyhrazený zabezpečený prostor pro kontrolu a analýzu artefaktů.

V prosinci 2016 bylo schváleno další rozšíření centra, které bude tvořeno třemi dalšími úložnými prostory na jižní straně budovy.

Hlavní výstavní prostor Udvar-Hazy centra.

## Exponáty

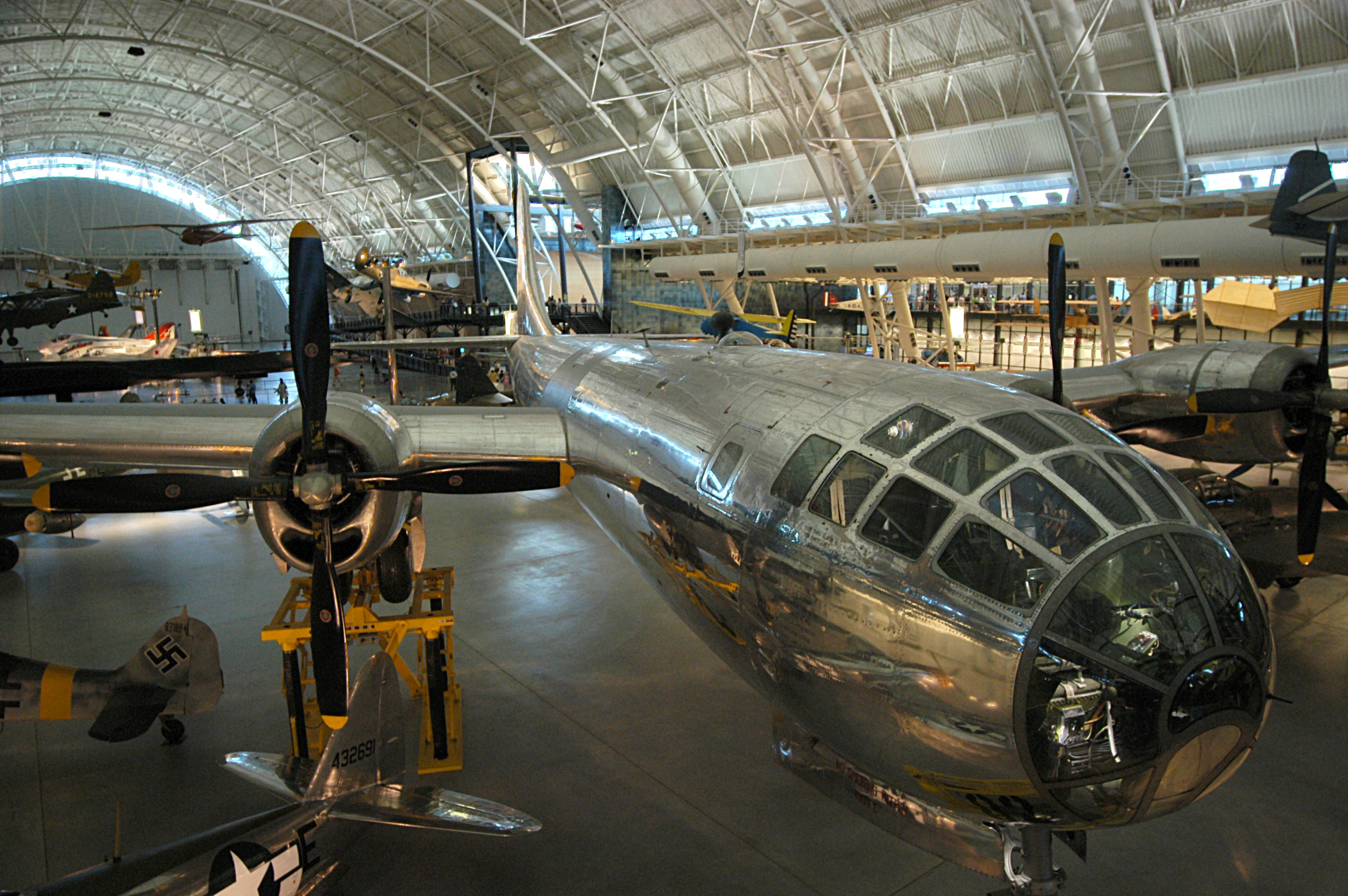
B-29 Enola Gay.

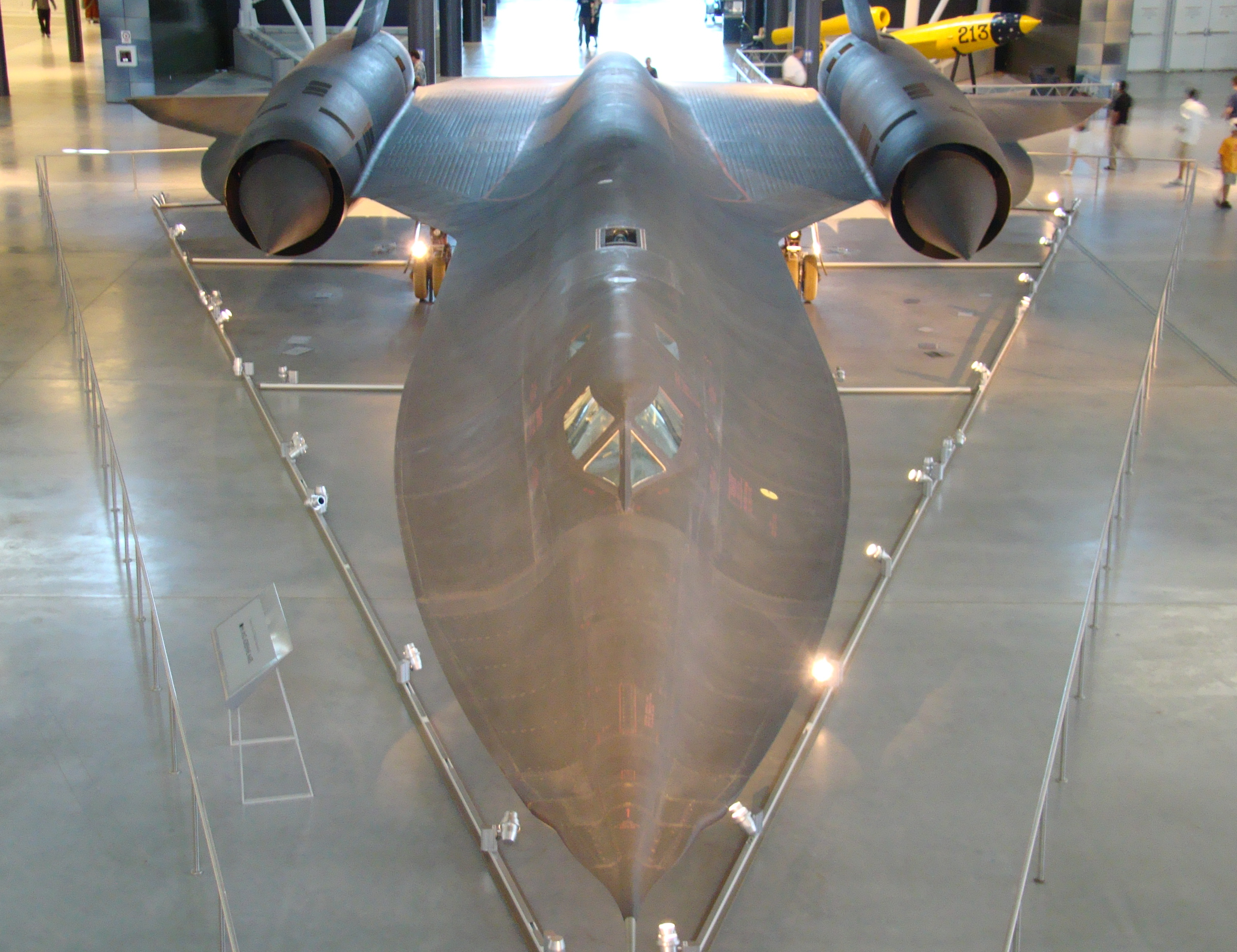
Lockheed SR-71 Blackbird.

Kosmická loď Gemini 7

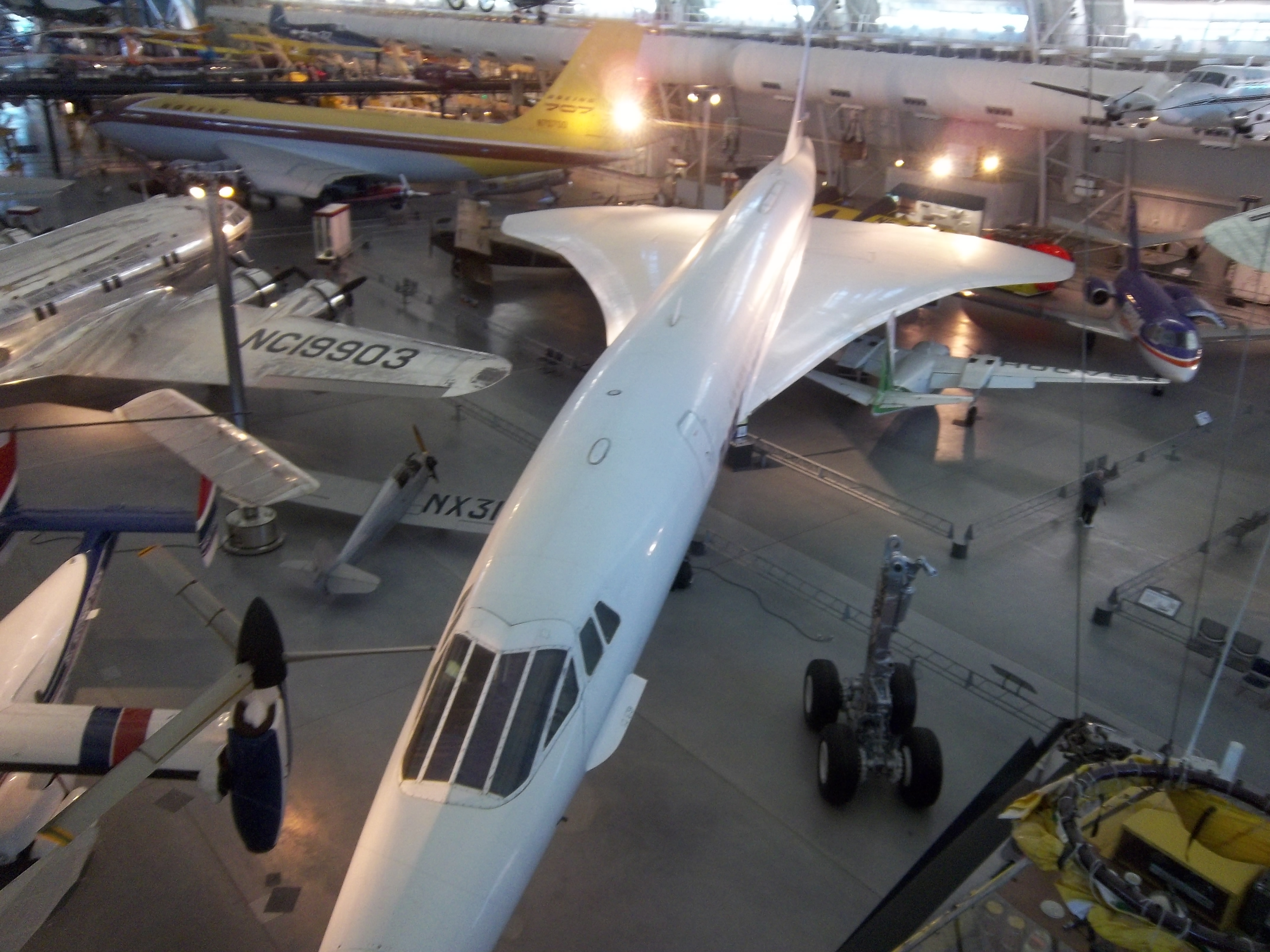
Air France Concorde F-BVFA.

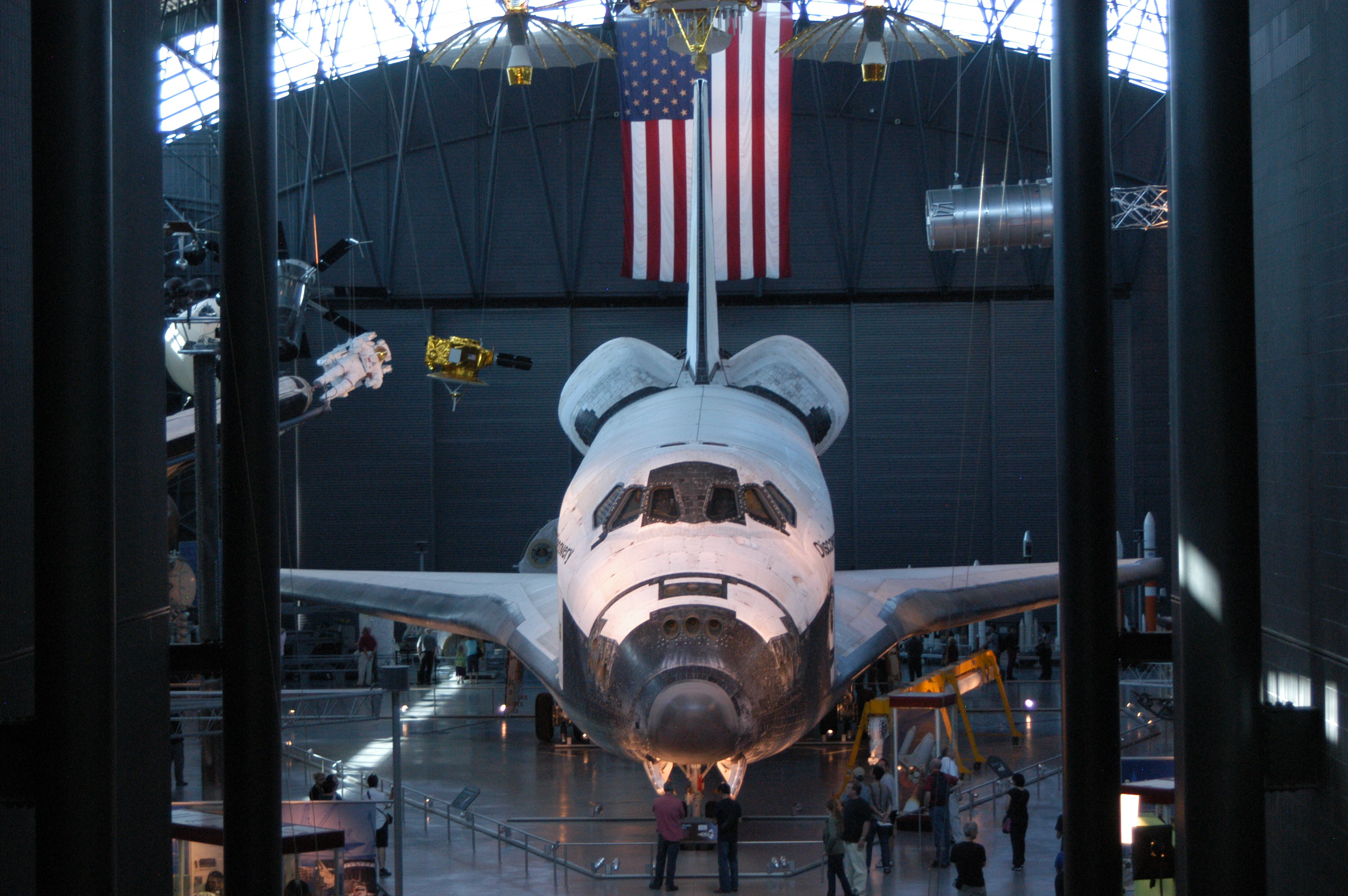
Raketoplán Discovery

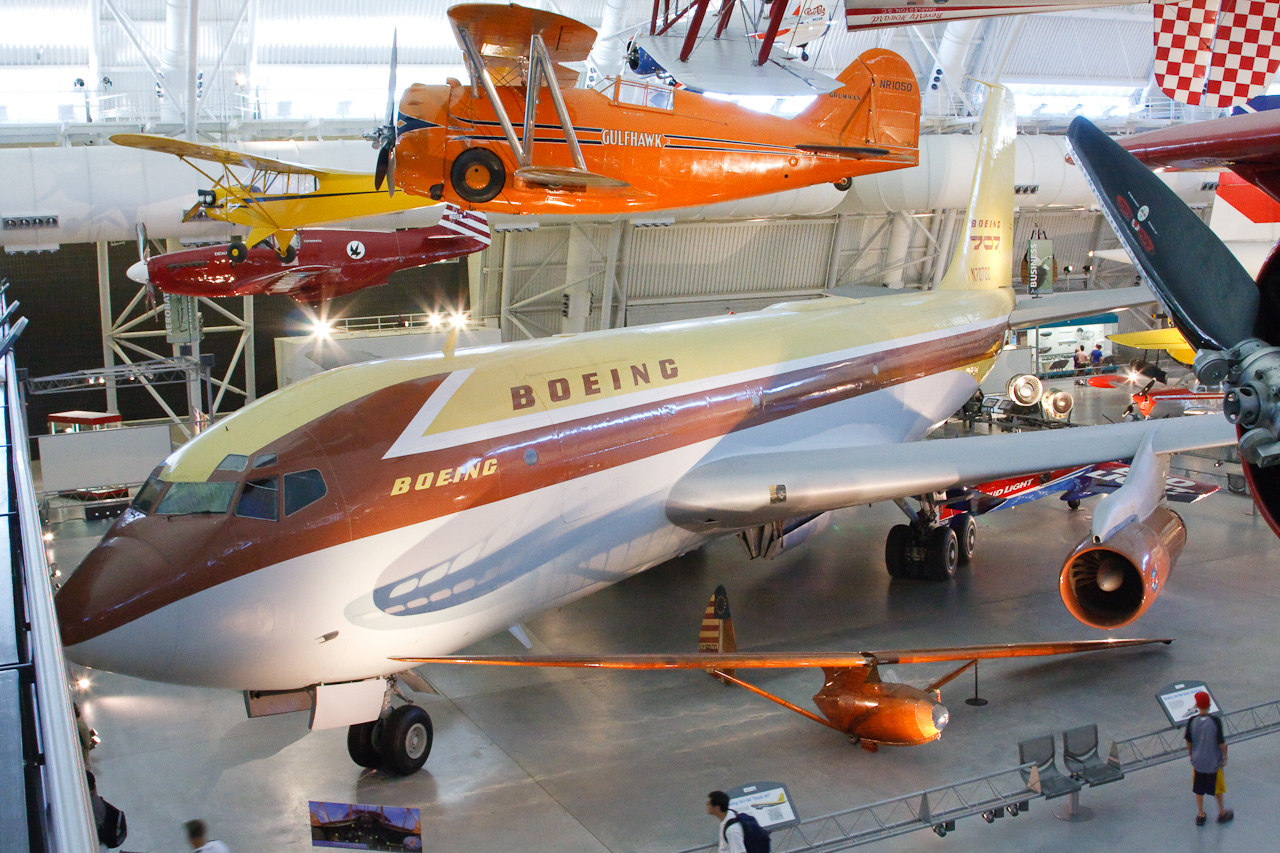
Od shora dolů: Grumman G-22 Gulfhawk II, Piper J-3 Cub, North American P-51C Mustang, Boeing 367-80 a Bowlus BA-100 Baby Albatross.

### Počátky vojenského letectví a meziválečná doba
- Boeing P-26 Peashooter (první americký jednoplošný stíhací letoun)
- Boeing-Stearman Model 75 (americký cvičný dvouplošník)
- Caudron G.4 (francouzský bombardér z doby 1. světové války)
- Fokker D.VII (německý stíhací letoun z doby 1. světové války)
- Grumman F3F Gulfhawk II (americký palubní stíhací letoun z 30. let 20. století)
- Stanley Nomad (americký kluzák z 30. let 20. století)
- Verville-Sperry M-1 Messenger (americký kurýrní letoun, jediný dochovaný exemplář)

### Vojenská letadla 2. sv. války
- Aiči M6A (japonský torpédový plovákový letoun, jediný dochovaný exemplář)
- Arado Ar 234 Blitz (německý, první proudový bombardér vůbec, jediný dochovaný exemplář)
- Bachem Ba 349 Natter (německý raketový přepadový letoun, jeden ze tří dochovaných exemplářů)
- Boeing B-29 Superfortress „Enola Gay“ (bombardér, který svrhnul atomovou bombu na Hirošimu)
- Curtiss P-40 Warhawk (americký stíhač)
- Dornier Do 335 Pfeil (německý těžký stíhač, jediný dochovaný exemplář)
- Focke-Wulf Fw 190F (německý stíhač)
- Grumman F6F Hellcat (americký palubní stíhací letoun)
- Grumman F8F Bearcat (americký palubní stíhací letoun)
- Hawker Hurricane (britský stíhač)
- Heinkel He 219 (německý noční stíhač, jeden ze dvou dochovaných exemplářů)
- Horten H.VI (německý experimentální stíhací letoun typu samokřídlo, jediný dochovaný exemplář)
- Horten Ho 229 (německý stíhací a bombardovací letoun typu samokřídlo, jediný dochovaný exemplář)
- Lockheed P-38 Lightning (americký těžký stíhač)
- Nakadžima J1N Gekkó (japonský těžký stíhač, jediný dochovaný exemplář)
- North American P-51 Mustang (americký stíhač)
- Northrop N-1M (experimentální letoun s koncepcí létajícího křídla)
- Northrop P-61 Black Widow (americký noční stíhač, jeden ze čtyř dochovaných exemplářů)
- Republic P-47 Thunderbolt (americký stíhač)
- Sikorsky S-43 (americký obojživelný letoun, jedno ze tří letadel přeživších útok na Pearl Harbor)
- Vought F4U Corsair (americký palubní stíhací letoun)
- Westland Lysander (britský letoun pro spolupráci s armádou)

### Vojenská letecká technikaStudené války
- Bell H-13 Sioux (vojenská verze amerického vrtulníku Bell 47)
- Bell UH-1 Iroquois (americký vojenský vrtulník z doby Vietnamské války)
- Grumman A-6 Intruder (americký palubní útočný letoun)
- Grumman F-14 Tomcat (americký námořní letoun zapojený do incidentu v Syrtském zálivu roku 1989)
- Lockheed SR-71 Blackbird (americký strategický průzkumný letoun)
- McDonnell Douglas F-4S Phantom II (americký stíhací letoun)
- MiG-15 (sovětský proudový stíhací letoun)
- MiG-21 (sovětský nadzvukový stíhač)
- North American F-86 Sabre (americký proudový stíhač z doby Korejské války)
- Republic F-105 Thunderchief (americký nadzvukový stíhač)
- Vought F-8 Crusader (americký stíhací a průzkumný letoun US Navy)

### Moderní vojenská letadla
- Lockheed Martin X-35 (prototyp stíhače 5. generace F-35)

### Civilní letectví
- Aero Commander 500 „Shrike Commander“ (americký business letoun pilota Boba Hoovera)
- Aeronca C-2 (americký ultralehký letoun z 20. let 20. století)
- Arrow Sport (americký sportovní dvouplošník z 20. let 20. století)
- Beck-Mahoney Sorceress (americký závodní dvouplošník)
- Beechcraft Bonanza (americký šestimístný dopravní letoun)
- Beechcraft Model 18 (americký lehký dopravní letoun)
- Bede BD-5 (americké malé jednomístné „domácí“ letadlo)
- Bell 47 (první americký civilní vrtulník)
- Bell XV-15 (experimentální konvertoplán, jediný dochovaný exemplář)
- Boeing 307 Stratoliner (ex-Pan Am Clipper Flying Cloud, jediný dochovaný exemplář)
- Boeing 367-80 „Dash-80“ (byl předlohou pro tanker KC-135 a dopravní Boeing 707)
- Aérospatiale/BAC Concorde (britsko-francouzské nadzvukové dopravní letadlo)
- Breitling Orbiter (gondola balónu lehčího než vzduch, který jako první obletěl svět)
- Dassault Falcon 20 (první letadlo provozované dopravcem FedEx)
- Goodyear Blimp (Gondola C-49 vzducholodi firmy Goodyear)
- Gossamer Albatross (experimentální letoun poháněný lidskou silou)
- Junkers Ju 52/CASA 352L (německý dopravní letoun)
- Langley Aerodrome A (průkopnický neúspěšný pilotovaný letoun)
- Lockheed L-1049 Super Constellation (vylepšená verze Lockheed Constellation)
- Lockheed Vega „Winnie Mae“ (americký dopravní letoun s mnoha rekordy)
- LZ 129 Hindenburg (část potahu trupu německé vzducholodi zničené požárem v roce 1936)
- NASA Pathfinder (americký letoun poháněný solární energií)
- Piasecki PV-2 (jeden z prvních amerických vrtulníků)
- Piper J-3 Cub (americký víceúčelový letoun z 30. let 20. století)
- Sikorsky HH-52 Seaguard (americký vrtulník pobřežní stráže)
- Virgin Atlantic GlobalFlyer (experimentální letadlo určené pro dlouhé lety)

### Vesmírná a raketová technika
- Discovery (v pořadí čtvrtý americký raketoplán)
- Gemini 7 (americká kosmická loď z programu Gemini)
- Launch Entry Suit (kosmický oblek používaný v programu raketoplánů Space Shuttle)
- Mercury-Atlas 10 (americká kosmická loď z programu Mercury)
- PGM-11 Redstone (první americká balistická střela, vyvinutá z německé rakety V-2)
- Space Systems Loral FS-1300 (americký komunikační satelit)
- TDRS satelit (americká geostacionární družice)

## Události a akce
Během roku se v muzeu koná řada akcí, jako jsou přednášky, autogramiády, nocování a akce pro děti. K větším akcím muzea patří Air & Scare na Halloween, den otevřených dveří a Family Day and Outdoor Aviation Display.

## Výskyt v médiích
Udvar-Hazy Centrum se poprvé objevilo v médiích ve filmu Transformers: Revenge of the Fallen z roku 2009. Vystavený letoun SR-71 si ve filmu „zahrál“ jako Jetfire, jeden z transformerů.